# Хлыновский тупик
Хлы́новский тупи́к — тупик в центре Москвы в Белом Городе. Примыкает к чётной стороне Большой Никитской улицы между домами № 22 и 24.

## Происхождение названия
Название с XVIII века. В середине XIX века назывался Хлыновский тупой переулок. Существуют две версии происхождения названия:
- Назван по находившемуся в XV веке на месте тупика урочищу Хлыново[2].
- Назван по иконе Николая Чудотворца, находившейся в Николо-Введенском женском монастыре, существовавшем на этом месте до Смутного времени. Эта икона в 1555 году была вывезена из города Хлынов (позднее — Вятка, ныне Киров)[3].

## История
Первоначально это был переулок, проходивший от Большой Никитской улицы до современного Елисеевского переулка. В 1756 году генерал-аншеф Н. М. Леонтьев захватил для своей усадьбы часть Хлыновского переулка и превратил его в тупик. В 1781—1788 годах на левой стороне тупика вместо прежней церкви, стоящей на месте Николо-Введенского монастыря, было построено новое здание церкви Введения во Храм Пресвятой Богородицы. Церковь Введения снесли в 1936 году и на её месте построили здание школы.

## Примечательные здания и сооружения
По нечётной стороне:
- № 1/24 — Дом С. Н. Батюшкова (1902, архитектор С. Д. Кучинский)
- № 3 — Школа № 123 (с 1981 года с театральным уклоном), возведена в 1936 году на месте церкви Введения во Храм Пресвятой Богородицы
- № 3а — Дом причта Храма Святого Николая в Хлынове (1902, архитектор Г. А. Кайзер)

По чётной стороне:
- № 4 — Музей актуального искусства ART4.RU

## Транспорт
Ближайшая остановка на Большой Никитской улице «Консерватория» автобусов м6 и с344.